# Nick Bakay
Nicholas "Nick" Bakay (Buffalo (New York), 8 oktober 1959) is een Amerikaanse (stem)acteur, cabaretier en columnist. Nick Bakay is vooral bekend door zijn rol in de televisieserie Sabrina, the Teenage Witch, waarin hij de stem insprak van Salem, de kat. Hij vertolkte deze rol eveneens in de spin-off animatieserie Sabrina, the Animated Series. Naast Salem sprak hij ook de stem in van Benno (Norbert in het Engels) in de Amerikaanse versie van De Boze Bevers, een animatieserie op Nickelodeon.
Bakay is ook een sportschrijver en commentator. Hij schrijft wekelijks een column voor NFL.com getiteld "Nick Bakay's Manly House of Football", evenals columns voor ESPN.com en ESPN The Magazine.
Bakay heeft gestudeerd aan het Kenyon College in Gambier, Ohio en later aan de Southern Methodist University.